# رسیم دلیچ
رسیم دلیچ (انگلیسی: Rasim Delić؛ ۴ فوریهٔ ۱۹۴۹ – ۱۶ آوریل ۲۰۱۰) یک ژنرال اهل بوسنی و هرزگوین بود.وی رئیس ستاد ارتش جمهوری بوسنی و هرزگوین بود.
وی توسط دادگاه بین‌المللی کیفری یوگسلاوی سابق به جنایت جنگی در جریان جنگ بوسنی متهم و به ۳ سال زندان محکوم شد.محکومیت وی به‌علت عدم جلوگیری از رفتار بی‌رحمانه با ۱۲ سرباز صرب در روستای لیواده و اردوگاه کامنیستا در ژوئیه و اوت ۱۹۹۵ بود.